# Список эпизодов телесериала «4400»
«4400» — научно-фантастический телесериал, созданный CBS Paramount Network Television. Первый сезон создавался компанией Viacom Productions, а второй — Paramount Network Television, когда последняя была куплена первой в 2005. Шоу было создано и написано Скоттом Питерсом и Рене Эчеваррией. Было выпущено 4 сезона — с 2004 по 2007, когда был закрыт вместе с сериалом «Dead Zone» в связи с необходимостью запуска новых проектов USA Network. В главных ролях Джоэль Гретш и Жаклин Маккензи

## Сезоны

### Сезон 1
| № серии | Оригинальное название | Перевод названия                 | Дата выхода на экран | Код     |
| ------- | --- | -------------------------------- | -------------------- | ------- |
| 1       | Pilot | Пилотная серия                   | 11 июля 2004         | 101—102 |
| 1       | 4400 человек, считавшиеся умершими или пропавшими без вести в течение последних пятидесяти лет, появляются в шаре света. |                                  |                      |         |
| 2       | The New and Improved Carl Morrissey                                                                                      | Новый и улучшенный Карл Моррисси | 18 июля 2004         | 103     |
| 2       | Том и Диана расследуют дело о человеке из 4400, который использует свои улучшенные рефлексы, чтобы чинить самосуд.       |                                  |                      |         |
| 3       | Becoming | Становление                      | 25 июля 2004         | 104     |
| 3       | Том и Диана исследуют дело Оливера Нокса, человека из 4400, который подозревается в совершении серийных убийств.         |                                  |                      |         |
| 4       | Trial by Fire | Испытание огнём                  | 1 августа 2004       | 105     |
| 4       | НКОУ пытается обогнать время, чтобы остановить банду фанатиков, чьей целью являются 4400.                                |                                  |                      |         |
| 5       | White Light | Белый свет                       | 8 августа 2004       | 106     |
| 5       | Диана помогает Тому вызволить Кайла из карантина НКОУ, что приводит их к правде, скрывающейся за появлением 4400.        |                                  |                      |         |

### Сезон 2
| № серии | Оригинальное название | Перевод названия    | Дата выхода на экран | Код     |
| ------- | --- | ------------------- | -------------------- | ------- |
| 1       | Wake-Up Call | Пробуждение         | 5 июня 2005          | 201—202 |
| 1       | Диана официально удочеряет Майю, у которой уже 4 месяца не появляются видения. Кольер умело использует исцеляющий дар Шона. Одна из вернувшихся, Тесс Доэрнер, страдающая шизофренией и проходящая лечение в психиатрическом центре, рисует странные картины, похожие на чертежи какой-то башни. Внезапно другие пациенты приступают к сооружению этой конструкции во дворе больницы. Через некоторое время к ним подключается и персонал больницы. Тесс считает что это устройство поможет ей вернуться обратно в будущее, но у башни совсем другое назначение, НКОУ пытается помешать строительству. Тем временем Ричард и Лили Тайлеры ищут убежище, вдобавок ко всему прочему их преследуют воинственно настроенные религиозные фанаты. |                     |                      |         |
| 2       | Voices Carry | Голоса              | 12 июня 2005         | 203     |
| 2       | Гари Наваро, из числа 4400, внезапно начинает слышать мысли окружающих. НКОУ пытается использовать его в своих целях. Ричард и Лили начинают опасаться способностей своей дочери. |                     |                      |         |
| 3       | Weight of the World | Тяжесть целого мира | 19 июня 2005         | 204     |
| 3       | Трент Аппельбаум, вернувшийся, обладает чудесным свойством: отпивший из его бутылки начинает стремительно терять излишний вес. Такая способность заинтересовала коммерсантов, однако потеря пары килограмм не единственное последствие для организма людей контактировавших со слюной Аппельбаума. |                     |                      |         |
| 4       | Suffer the Children | Страдают дети       | 26 июня 2005         | 205     |
| 4       | Хэзер Тоби, учительницу школы искусств, одну из 4400, обвиняют в якобы жестоком обращении с детьми. Делом интересуются агенты НКОУ. Оказывается, ученики Хэзер за несколько дней достигают совершенства в различных направлениях искусства, но не всем родителям нравятся такие перемены в детях. Одновременно с тем, Шон знакомится с бездомными наркоманами, попутно решая нужно ли исцелять всех нуждающихся, или же свою способность следует держать в секрете. Ричард и Лили Тайлеры вновь вынуждены бежать, но у них появляется шанс обрести надёжное убежище. |                     |                      |         |
| 5       | As Fate Would Have It | Как угодно судьбе   | 10 июля 2005         | 206     |
| 5       | Майя предсказывает смерть Джордана Кольера. Диана вынуждена раскрыть секрет Майи руководству. Силы НКОУ брошены чтобы предотвратить предсказанную гибель. |                     |                      |         |
| 6       | Life Interrupted | Прерванная жизнь    | 17 июля 2005         | 207     |
| 6       | Проснувшись однажды утром, Том обнаруживает что мир вокруг него изменился. В новом мире не было никакого светящегося шара и 4400 пришельцев, Кайл успешно поступил в медицинский колледж, а в доме Тома живёт женщина, Алана Марева, по утверждению окружающих, два года как жена Тома. Коллеги Тома уверены, что его фантазии относительно пришельцев — последствия перенесённых им пыток. Однако новоиспечённая жена Тома также утверждает что она «не из этого мира». Тому предстоит выяснить какой из миров реален и выбрать: прожить всю жизнь в новом мире, или же найти путь обратно. |                     |                      |         |
| 7       | Carrier | Переносчик          | 24 июля 2005         | 208     |
| 7       | Пока Кайл и Алана привыкают друг к другу, а Эйприл пытается использовать возможности Майи для заработка, Том и Диана идут по следу Джен Бэкер — одной из 4400. Джен проснулась утром с воспалившимися волдырями на руках и обнаружила что все люди в окрестностях мертвы. В НКОУ её считают переносчиком инфекции. Попутно Диана ищет способ не выдавать руководству дневник Майи. |                     |                      |         |
| 8       | Rebirth | Возрождение         | 31 июля 2005         | 209     |
| 8       | Эдвин Майуя после возвращения обнаруживает в себе дар исцелять генетические отклонения у плода ещё во время беременности. Слава о целителе быстро распространяется, привлекая внимание Центра 4400, НКОУ и общественности. Однако с прошлым Эдвина оказывается не всё так гладко. В то же время Кайл начинает вспоминать где он был и что делал во время своих помрачнений, а уборщик здания, с крыши которого стреляли в Кольера помогает составить фоторобот убийцы, похожий на Кайла. Всё это пугает Кайла. |                     |                      |         |
| 9       | Hidden | Скрытый             | 7 августа 2005       | 210     |
| 9       | НКОУ идёт по следу убийцы Кольера. Кайл пытается спрятаться, а Том узнаёт секрет Кайла. |                     |                      |         |
| 10      | Lockdown | Изоляция            | 14 августа 2005      | 211     |
| 10      | У Майи поднялась температура и появилась странная сыпь на коже. Диана отводит дочь в медицинский центр НКОУ, но в это время в управлении НКОУ начинаются странные вещи: сначала все получают электронные письма с угрозами, а затем все мужчины как будто сходят с ума и начинают вести себя агрессивно. |                     |                      |         |
| 11      | The Fifth Page | Пятая страница      | 21 августа 2005      | 212     |
| 11      | Диана обнаруживает что из истории болезни Майи пропадает пятая страница, а затем чудесным образом возвращается с вычеркнутыми строками. Такая же болезнь охватывает сотни человек из числа вернувшихся. На должность начальника НКОУ временно возвращается Дэннис Райланд и пытается уговорами или силами собрать всех пришельцев в карантине. |                     |                      |         |
| 12      | Mommy’s Bosses | Мамины начальники   | 28 августа 2005      | 213     |
| 12      | Скрывающиеся вернувшиеся пытаются найти лекарство от болезни. НКОУ пытается силой изолировать всех пришельцев. Том и Диана, знающие правду о болезни, оказываются меж двух огней. |                     |                      |         |

### Сезон 3
| № серии | Оригинальное название | Перевод названия        | Дата выхода на экран | Код     |
| ------- | --- | ----------------------- | -------------------- | ------- |
| 1-2     | The New World | Новый мир               | 11 июня 2006         | 301—302 |
| 1-2     | Во время процесса по делу Денниса Райланда и его сообщников одна из вернувшихся, Ти Джей Ким, используя способность, тяжело ранит его. Образуется группа «Нова», собранная из вернувшихся, которая начинает методично уничтожать всех, кто был замешан в деле об ингибиторе промицина. Том и Диана привлекают к делу одного из 4400 — Гэри Наваро, умеющего читать мысли. Гэри пускает их по ложному следу, сотрудничая с группой «Нова». Вскоре его обман раскрывается. Группа «Нова» на весь мир объявляет о том, что через пять дней начнётся новая эра — эра вернувшихся. Шон, обманутый группой «Нова», сдаёт их, Том и Диана арестуют Ти Джей Ким. В назначенный день группа «Нова» за одну ночь выращивает огромные гектары пшеницы на месте пустыни, утверждая тем самым, что они могут быть и миролюбивыми. |                         |                      |         |
| 3       | Being Tom Baldwin | Быть Томом Болдуином    | 18 июня 2006         | 303     |
| 3       | На глазах свидетелей Том Болдуин заходит в комнату допросов к Ти Джей Ким, а когда он уходит, девушку обнаруживают мёртвой. НКОУ организовывает арест Тома, но сам Том не помнит, чтобы он убивал свидетеля, и решает спасаться в бегах. Тем временем доктор Беркоф вводит себе промицин, от чего очень страдает, а Изабель пытается научиться всему, что должна уметь взрослая девушка, в этом ей помогает Шон. |                         |                      |         |
| 4       | Gone, part 1 | Ушедшие. Часть первая   | 25 июня 2006         | 304     |
| 4       | У Майи обнаруживается младшая сестра, которой уже за шестьдесят (она родилась в 1951 году). Но Диана не доверяет незнакомой женщине и требует доказать родство. Пока приходят тесты ДНК, женщина таинственно исчезает а вместе с ней исчезает Майа. Через некоторое время обнаруживается пропажа ещё нескольких детей со способностями. Диана и Том пытаются отыскать детей, изучая туманные записи в дневнике Майи. |                         |                      |         |
| 5       | Gone, part 2 | Ушедшие. Часть вторая   | 2 июля 2006          | 305     |
| 5       | Диана, Том и все, кто был знаком с Майей, живут так, как будто никогда её и не знали. Но она появляется в видениях-путешествиях Тома и Аланы. Том заставляет Диану вспомнить свою дочь. С помощью Аланы Диана погружается в мир фантазий, где проводит время с дочерью, но возвращаться в реальный мир она не собирается. Теперь Том должен найти способ вернуть Майу и других похищенных детей, и вернуть Диану в реальный мир. О шалостях Шона и Изабель становится известно её отцу, он запрещает им встречаться, однако у Изабель своё мнение на этот счёт. |                         |                      |         |
| 6       | Graduation Day | Выпускной               | 9 июля 2006          | 306     |
| 6       | Центр 4400 подвергся нападению со стороны группы Нова. Шон сошёл с ума и травмирует себя и других. Способности Изабель доходят до максимума, и она готова их использовать, чтобы найти обидчиков возлюбленного и отомстить. НКОУ пытается отыскать членов группы Нова, но успевают лишь на место, полное разрушений: Изабель оказывается на шаг впереди. Тем временем Алана ищет водителя, который 9 лет назад сбил насмерть её мужа и ребёнка. |                         |                      |         |
| 7       | The Home Front | В тылу                  | 16 июля 2006         | 307     |
| 7       | НКОУ охотится за последним членом группы Нова — телепатом Гари Наваро, но в последний момент кто-то предупреждает его. Все улики показывают, что это сделала Алана, тем самым становясь соучастницей. Том в нерешимости. |                         |                      |         |
| 8       | Blink | Мерцание                | 23 июля 2006         | 308     |
| 8       | Несколько человек, принявших новый наркотик Blink, кончают жизнь самоубийством. Том и Диана получают посылки с печеньем, подписанные именем напарника. Внезапно Том начинает видеть своего давно усопшего отца, а Диана — своего бывшего любовника. Им предстоит найти посыльного, доставившего печенье с наркотиком, и попутно разобраться со своими видениями. Изабель твёрдо решилась выйти замуж за Шона в ближайшее время, но Шон начинает бояться свою всемогущую невесту. |                         |                      |         |
| 9       | The Ballad of Kevin and Tess | Баллада о Кевине и Тесс | 30 июля 2006         | 309     |
| 9       | Кевин Беркоф изуродован воздействием промицина, на него нападают спецслужбы, но его способность к регенерации позволяет ему выжить. Выясняется, что Тесс использует свою способность управлять людьми, чтобы приводить ночами к Беркофу Диану, которой тот вводит промицин. Шон спасает известного музыканта — хронического алкоголика, от приступа. Он предлагает Шону окунуться в мир шоубизнеса и отправиться с ним на гастроли. Ричард Тайлер пытается развить свои способности к телекинезу. |                         |                      |         |
| 10      | The Starzl Mutation | Мутация Старзла         | 6 августа 2006       | 310     |
| 10      | Находят несколько обезображенных трупов. НКОУ подозревает в убийствах одного из людей со способностями. Все жертвы оказываются из числа пострадавших от врачебной ошибки, в результате которой в их хромосомах развилась мутация Старзла, позволяющая им заводить от пришельцев детей со способностями. НКОУ выходит на след сошедшего с ума солдата, обколотого промицином из правительственной программы по улучшению солдат. Шон раскуривает сигару, позволяющую увидеть будущее, но будущее его не радует. Он пытается изменить настоящее. |                         |                      |         |
| 11      | The Gospel According to Collier | Евангелие по Кольеру    | 13 августа 2006      | 311     |
| 11      | Оборванец, прервавший свадьбу Шона и Изабель, оказывается Джорданом Кольером, не помнящим себя. НКОУ пытается вернуть ему память. Тем временем Майа предсказывает Диане свадьбу с Бэном — парнем Эйприл. Кольер даёт показания и Кайла освобождают из тюрьмы. Кольер противостоит Изабель и выгоняет её из центра 4400. |                         |                      |         |
| 12      | Terrible Swift Sword | Ужасающе быстрый меч    | 20 августа 2006      | 312     |
| 12      | Членам группы Нова удаётся сбежать. В НКОУ предполагают, что они будут покушаться на Райланда. Планы по развитию центра 4400 у Шона и у Кольера различаются, и они вступают в конфликт друг с другом. У Дианы роман с Бэном, ей предстоит объясниться с Эйприл. |                         |                      |         |
| 13      | Fifty-Fifty | Пятьдесят на пятьдесят  | 27 августа 2006      | 313     |
| 13      | Группа Кольера похищает правительственные запасы промицина с целью бесплатно распространить его среди всех желающих. Дэвон Мур, работница центра 4400, первая принимает промицин, но погибает. Оказывается, укол промицина в половине случаев приведёт к получению сверхспособностей, а в половине — к мучительной смерти. Теперь у НКОУ появился ещё один повод, чтобы не допустить распространение промицина. Изабель пытает Шона, чтобы узнать где хранится похищенный промицин, и тот впадает в кому. Том, Диана, Ричард Тайлер и другие должны объединиться, чтобы вступить в схватку со всемогущей Изабель. |                         |                      |         |

### Сезон 4
| № серии | Оригинальное название | Перевод названия             | Дата выхода на экран | Код |
| ------- | --- | ---------------------------- | -------------------- | --- |
| 1       | The Wrath of Graham | Гнев Грэма                   | 17 июня 2007         | 401 |
| 1       | Промицин объявлен вне закона, но его всё равно можно достать. В НКОУ новый начальник. Шон все ещё в коме. Обычный школьник становится главой Религии (в честь себя). Сможет ли НКОУ остановить его? |                              |                      |     |
| 2       | Fear Itself | Страх, как он есть           | 24 июня 2007         | 402 |
| 2       | Кайл вкалывает Шону дозу промицина. Шон выходит из комы. Его младший брат, Дэни, сообщает ему, что хочет попробовать промицин. Диана ищет свою сестру Эйприл. Ради этой цели она возвращается в агентство. Люди умирают от своих самых жутких страхов. Смогут ли Том и Диана узнать, кто стоит за всем этим? Кто же этот таинственный человек со способностями? |                              |                      |     |
| 3       | Adrey Parker’s Come And Gone | Расцвет и закат Одри Паркер  | 1 июля 2007          | 403 |
| 3       | Пожилая женщина Одри Паркер, вколов дозу промицина, обрела способность путешествовать невидимой и наблюдать за жизнью окружающих людей. Параллельно она ведёт блог о своих путешествиях и мыслях. Блог не нравится правительству, так как его общее содержание призывает к принятию промицина. Шон решил открыть свой фонд исцеления в здании бывшего центра 4400. В день открытия Шон обещает исцелить всех больных, пришедших на открытие. Кайл обнаруживает, что странная девушка Кесс является его способностью. Она уговаривает Кайла прийти на перекресток, где он становится свидетелем судьбоносной аварии.                   |                              |                      |     |
| 4       | The Truth and Nothing but the Truth | Правда и ничего кроме правды | 8 июля 2007          | 404 |
| 4       | Сестра Дианы Эприл после укола промицина обрела дар выпытывать у людей правду: все, кому она задает вопросы, отвечают ей правду, какой бы она ни была. Но правда может быть очень опасной, особенно если шантажировать крупную корпорацию. Диана и Том помогают Эприл разобраться с её проблемами. |                              |                      |     |
| 5       | Try the Pie | Отведайте пирога             | 15 июля 2007         | 405 |
| 5       | Том тайно проверяет Кайла на промицин, результат положительный. Тому не удаётся поговорить с сыном, так как Кесс («девушка-способность» Кайла) предупреждает его о том, что отец в курсе инъекции, и советует ему уехать из Сиэтла. На месте, указанном Кесс, Кайл встречает Кольера. Поселение, в котором он оказался — это место, где живут люди со способностью 4400, сделавшие инъекцию промицина и прячущиеся от полиции. Кайл показывает Кольеру книгу и список имён тех, кто должен сделать инъекцию промицина для «торжества добра». В конце списка Том Болдуин. Шону предложили баллотироваться на выборы в Городской Совет. |                              |                      |     |
| 6       | The Marked | Меченые                      | 22 июля 2007         | 406 |
| 6       | Марко находит человека из 4400, который пишет сценарии, основанные на реальных событиях, и снимает по ним фильмы. Но последний сценарий — о 4400. Смогут ли Диана и Том узнать весь сюжет фильма? |                              |                      |     |
| 7       | Till We Have Built Our Jerusalem | Мы возведём Иерусалим        | 29 июля 2007         | 407 |
| 7       | Кольер объявляет всему миру, что люди со способностями начинают строительство «Города Обетованного». Вашингтон высылает отряд «улучшенных солдат». Но Джордан забирает их способности и расширяет границы «своих владений». |                              |                      |     |
| 8       | No exit | Выхода нет                   | 5 августа 2007       | 408 |
| 8       | Пи Джей (из комнаты теорий) обладает способностью перемещать людей в игру, где они должны совместными усилиями выжить. В здании НКОУ просыпаются Том, Диана, Мэган, Джордан, Кайл, Шон, Изабэль, Майа, вся комната теорий (Марко, Бреди, Пи Джей) и игра начинается… |                              |                      |     |
| 9       | Daddy’s Little Girl | Папина дочка                 | 12 августа 2007      | 409 |
| 9       | Ричард похищает Изабэль и с помощью способности делает её вновь ребёнком. Шизофрения Тес прогрессирует и она захватывает кафе. Шон лечит её, а Кевин Бурхофф заявляет, что практически открыл способ, как определить: опасен ли промицин для конкретного человека. |                              |                      |     |
| 10      | One of Us | Один из нас                  | 19 августа 2007      | 410 |
| 10      | Том становится меченым (бывшим Мэтью). Ричард понимает, что ошибался, когда хотел сделать Изабэль вновь маленькой. Он возвращает все назад. «Том» ловит его и сажает в тюрьму. Также он похищает Изабэль и говорит ей, что она должна вернуть свои способности. |                              |                      |     |
| 11      | Ghost in the Machine | Компьютерный призрак         | 26 августа 2007      | 411 |
| 11      | Беркофа похищают, чтобы он не мог работать над тестом совместимости с промицином. «Том» вводит промицин Изабэль и она возвращается в «Город обетованный» со своими старыми способностями. Компьютерная корпорация «Юбиэнт» одного из меченых несёт серьёзные финансовые убытки. «Том» убивает человека со способностями, который это делал, и всё налаживается, но меченые принимают решения переселить главу «Юбиэнт» в Джордана Кольера. |                              |                      |     |
| 12      | Tiny Machines | Мини-машины                  | 9 сентября 2007      | 412 |
| 12      | Диана и Мэган узнают, как можно убить в Томе другую личность. Изабэль выкрадывает Кольера. Дени (брат Шона) проходит тест и принимает промицин. Диана стреляет в «Тома». |                              |                      |     |
| 13      | The Great Leap Forward | Прорыв                       | 16 сентября 2007     | 413 |
| 13      | Тома избавляют от другой личности, он идёт спасать Кольера. Изабэль заставляют убить Кайла, но она убивает одну из меченых и умирает сама. Способность Дени — заражать людей промицином. Много человек погибает, но ещё столько же приобретают способности. Шон теряет всю семью. |                              |                      |     |